# Віктор Шпехтль
Віктор Шпехтль (нім. Viktor Spechtl; 6 червня 1906 — 1977, Казер, Верхня Гаронна, Південна Франція) — австрійський футболіст, нападник. Вигравав Кубок Австрії і Кубок Мітропи в складі «Аустрії» (Відень) у 1933 році.

## Кар'єра в Австрії
Рідним клубом Шпехтля був «Геліос ХХ», звідки він перейшов до «Вінер Расеншпортфройнде», однієї з найсильніших аматорських команд у Відні. Шпехтль добре проявив себе і в 1930 році тричі виступав у національній аматорській збірній, забив три голи в матчах аматорського Кубка Центральної Європи.
У тому ж році «Вінер Расеншпортфройнде» вийшов у фінальний турнір за титул чемпіона Австрії серед аматорів. Але Шпехтль не взяв участі в цих іграх, оскільки перейшов у професійний футбол, підписавши контракт з «Аустрією». Швидко зумів закріпитися в складі «фіалок», грав переважно на позиції лівого інсайда. Його партнерами в лінії нападу були Матіас Сіндалар, Камілло Єрусалем, Йозеф Мольцер і Рудольф Фіртль, пізніше також Йозеф Штро. Шпехтль двічі поспіль входив до десятки найкращих бомбардирів чемпіонату, але клуб не боровся за високі позиції в лізі. Однак, в 1933 році «Аустрія» дійшла до фіналу Кубка Австрії, де перемогла «Брігіттенауер» з рахунком 1:0, а єдиний гол забив Шпехтль ударом з дальньої дистанції.
Завдяки цьому титулу клуб кваліфікувався до Кубка Мітропи, де дійшов до фіналу, перемігши «Славію» та «Ювентус». У першому фінальному матчі проти «Амброзіани-Інтер» італійці вели в рахунку 2:0, але гол Шпехтля скоротив рахунок. Цей гол виявився вирішальним, оскільки «Аустрія» виграла домашню гру з рахунком 3:1, завдяки трьом голам Сіндалара. Щоправда, це відбулось без Шпехтля, бо цю гру він пропустив.
Незважаючи на свої успіхи на клубному рівні, Шпехтль не грав у складі національної збірної Австрії. Виступав лише за команди Австрія-Б і збірну Відня.

## Кар'єра у Франції
Восени 1934 року колишній гравець «Аустрії» Карл Адамек повернувся з французького «Гавру» до Відня через сімейні обставини. Два клуби домовилися про обмін гравцями і Віктор Шпехтль відправився до клубу другого французького дивізіону, де він грав разом зі своїм співвітчизником Карлом Солдатичем. Наприкінці сезону нападник перейшов до суперника по лізі — «Лансу», де грав разом із німцем польського походження Стефаном Дембіцьким в атаці та відсвяткував з клубом підвищення у вищий дивізіон у 1937 році. Шпехтль також став найкращим бомбардиром другого дивізіону із 30-ма забитими голами. У Лізі 1 «Ланс» у першому сезоні боровся за збереження місця в еліті, а в сезоні 1938/39 під керівництвом Йожефа Айзенгоффера піднявся на сьоме місце. Шпехтль став найкращим бомбардиром клубу з 14 голами. Пізніше Шпещтль продовжив свою професійну кар'єру в «Сент-Етьєні», де виступав до 1942 року. Потім грав за US Cazères і US Rieux-Volvestre на аматорському рівні.

## Титули і досягнення
- Володар Кубка Австрії (1):

«Аустрія» (Відень): 1932-1933
- Фіналіст Кубка Австрії (1):

«Аустрія» (Відень): 1930-1931
- Володар Кубка Мітропи (1):

«Аустрія» (Відень): 1933
- Чемпіон другого дивізіону чемпіонату Франції:

«Ланс»: 1937
- Найкращий бомбардир другого дивізіону чемпіонату Франції:

«Ланс»: 1937